# آدریان کامپوس
آدریان کامپوس (انگلیسی: Adrián Campos؛ زادهٔ ۱۷ ژوئن ۱۹۶۰) راننده فرمول یک اهل اسپانیا است.